# أن في آي (محرر نصوص)
أن في آي (بالإنجليزية: nvi)‏ هو محرر نصوص محاكي لمحرر النصوص المعروف في آي، يأتي اسم أن في آي بمعنى (في آي الجديد) وهو (بالإنجليزية: new vi)‏ وذلك في إشارة إلى إعادة كتابة هذه النسخة المحاكية لمحرر في آي بالإضافة إلى احتوائه إضافات وتحسينات جديدة فوق الوظائف التي يقدمها في آي. وبشكل تقليدي تم توزيع أن في آي على أنظمة بي أس دي ولاحقاً على أنظمة يونكس وأول نسخة من بي أس دي قامت بتنصيب أن في آي بشكل رسمي كانت النسخة الرابعة (4BSD).
نتيجة لنزاعات الملكية الفكرية التي نشبت بين AT&T ومجموعة أبحاث أنظمة الكمبيوتر المعروفة باسم (Computer Systems Research Group) واختصارها (CSRG) فقد كان من الإلزامي أن تقوم مجموعة CSRG باستبدال جميع الأجزاء البرمجية المكتوبة بالشيفرة المصدرية التي تملك AT&T حقوق الملكية الفكرية لها وإعادة كتابتها من جديد، وكان في آي أحد هذه المكونات البرمجية ومن هنا نشأت فكرة محرر النصوص أن في آي.

## المزايا والإضافات
على الرغم من اتصاف أن في آي بكونه واحد من محاكيات في آي إلا أنه يحتوي على عدد من الميزات والإضافات الغير موجودة في في آي ومنها:
- بيانات معالجة بتقنية 8-بت بحيث أن الأسطر والملفات المحررة مقيدة بحجم الذاكرة الرئيسية المتاحة.
- دعم تعدد العوازل المحررة (Multiple edit buffers).
- دعم تحرير سطر الأوامر عن طريق النقطتان الفوقيتان ":" بالإضافة إلى إكمال اسم المسار.
- دعم مكدسات السمات.
- دعم سي سكوب.
- يسمح بامتداده عبر دعم التعابير النمطية.
- يستطيع المستخدم القيام بالرجوع في حالة التحرير إلى مالانهاية (Infinite Undo).
- دعم التنقل الأفقي.
- دعم فهارس للغات متعددة وهي (الألمانية، الإنجليزية، الفرنسية، الهولندية، الروسية، الإسبانية، والسويدية).
- دعم مبدئي للغات البرمجة النصية بيرل وتي سي أل

و من الجدير ذكره أنه يوجد بعض الإضافات الموجودة في في آي والغير موجودة في أن في آي ومنها:
- دعم نمط ليسب.
- دعم (modelines).
- دعم النمط المفتوح.

## الإعتمادات والتوزيعات
كتب أن في آي عن طريق كيث بوستيش ويبدو أن عملية التطوير حالياً معلقة عند النسخة 1.79 ويعد أن في آي محرر النصوص الافتراضي في جميع أنظمة بي أس دي (نت بي أس دس، أوبن بي أس دي، وفري بي أس دس)، وتقنياً يجب أن نذكر أن أن في آي تجسيد لمحرر نصوص اَخر محاكي لفي آي وهو إلفيس الذي قام ستيف كيركندال بتطويره وذلك رجوعاً للملاحظات التي تم ذكرها في ملف «إقرأني» الوارد مع الشيفرة المصدرية لأن في آي.
قام سفين فيردوليج باضافة دعم يونيكود في عام 2000 وقد قام أيضاً بالبدأ بتطوير واجهة مستخدم رسومية عن طريق مكتية جتك+ الرسومية ولكن يبدو أن هذا المجهود توقف عند نقطة معينة، ويبدو أن الإضافات والوظائف التي كان يتوجب إضافتها إلى الشيفرة المصدرية ستبقى عالقة في الوقت الحاضر.
و ستواصل مشاريع بي أس دي استخدام النسخة 1.79 نظراً للفروق في رخص الاستخدام بين قاعدة بيانات بيركلي 1.85 وما يليها التي قامت شركة سليبي كات بتوثيقها، ومن الجدير ذكره هنا أن أن في آي وعلى غير المعتاد من محررات النصوص الأخرى يقوم باستخدام قواعد البيانات لتخزين النصوص أثناء تحريرها والتغييرات التي قام سفين فيردوليج بإحداثها تستخدم ميزة إغلاق غير موجودة في نسخة 1.85 من قاعدة بيانات بيركلي. ونذكر أيضاً أن هناك بعض التعديلات التي وقعت بعد النسخة 1.79 التي تجعل أن في آي أقل محاكاةً لفي آي.
و كما هو الحال مع في آي، يعمل أن في آي على بيئات بوزيكس ويونكس فقط وذلك نظراً لاعتماده على مكتبات كيرسيس وأن كيرسيس.